# Atlas linguistique de la Wallonie

L'Atlas linguistique de la Wallonie (en abrégé A.L.W.), ou Tableau des parlers de la Belgique romane, est un ouvrage en plusieurs volumes rédigé depuis 1953 à partir d'enquêtes dialectales menées dès 1920, qui recense les différentes occurrences de mots wallons, picards, gaumais, champenois (dialecte ardennais).

## Présentation
L’Atlas linguistique de la Wallonie (ALW) se veut une présentation aussi complète que possible des parlers wallons, picards, lorrains et champenois (dialecte ardennais) de la Belgique.
En 2011, dix volumes sur les vingt prévus ont été publiés (volumes 1 à 6, 8, 9, 15 et 17).
Le premier tome traite de l'aspect phonétique des patois et présente l'ensemble du projet.
Le deuxième tome envisage l'aspect morphologique.
Les autres tomes étudient le lexique belgoroman par champs notionnels : phénomènes atmosphériques et divisions du temps (tome 3) ; maison et ménage (tomes 4 et 5) ; terre, plantes et animaux (tomes 6 à 8) ; ferme, culture et élevage (tomes 9 à 11) ; métiers et outils (tomes 12 et 13) ; corps humain et maladies (tomes 14 et 15) ; actes et gestes de l’homme (tome 16), vie sociale (tomes 17 & 18), vie intellectuelle et morale (tome 19), vocabulaire abstrait (tome 20).
Contrairement à l'Atlas linguistique de la France et à d'autres atlas linguistiques, l'Atlas linguistique de la Wallonie (ALW) ne se contente pas de présenter les données linguistiques brutes. On cherche à expliquer celles-ci dans un cadre historique gallo-roman, à les classer afin de donner au lecteur le moyen de comprendre. Pour plus de lisibilité, les cartes qui accompagnent la plupart des notices ne contiennent pas des formes, mais des symboles représentant des types (phonétiques, morphologiques et/ou lexicaux) dégagés par l'analyse.

## Genèse du projet

### Enquêtes linguistiques
Bien que Jules Gilliéron et Edmond Edmont reprenaient déjà quelques localités belgoromanes dans l'Atlas linguistique de la France et bien que Charles Bruneau avait mené une enquête linguistique des patois d'Ardennes, il faut attendre 1920 pour qu'une campagne d'enquêtes linguistiques soient réalisées sur l'ensemble de la Wallonie. C'est Jean Haust, philologue classique et dialectologue chevronné devenu titulaire du cours de dialectologie wallonne créé à l'université de Liège, qui conçoit le projet d'une vaste enquête sur les patois romans de la Belgique. Son désir était de pouvoir réunir une documentation fiable qui constituerait une base solide pour ses recherches et ses cours.
Après avoir établi un questionnaire de 2 100 questions qui lui permettait de recueillir environ 4 500 mots ou formes, il enquêta en 210 points. Autant de communes, de villes, de hameaux qu'il parcourut entre 1924 et 1946, date de sa mort. Avec lui et après lui (jusqu'en 1959), ses élèves et ses continuateurs portèrent le nombre à 342 points visités, de sorte que l'ensemble de la Wallonie était ainsi richement documentée.

### Présentation des résultats sous format papier
Une fois récoltée cette immense matière documentaire, il a fallu mettre en place le mode d'exploitation. En effet, chaque réponse était répertoriée sur fiche, ce qui empêchait une comparaison aisée des données récoltées.
Ce sont Louis Remacle et Élisée Legros qui dessinèrent les bases du projet éditorial. Le programme global fut fixé d'emblée. Chacun prit en charge l'aspect pour lequel il était le plus compétent : Louis Remacle envisagea les aspects phonétiques et morphologiques, Élisée Legros entreprit l'aspect lexicologique.
Même si divers rédacteurs ont travaillé à l'édition des résultats, on peut identifier une structure similaire à chaque notice, ce qui crée l'homogénéité de l'ensemble.
Les notices comportent toutes un numéro et un titre, suivi éventuellement de la mention de la carte correspondant. Sous ce titre sont reprises les phrases du questionnaire général. Les notices présentent le classement des résultats obtenus sous forme de paragraphes numérotés. Les occurrences sont transcrites selon le système Feller et selon l'alphabet Rousselot-Gilliéron, de sorte que linguistes et wallons puissent lire les diverses formes. Chaque localité y est épinglée selon un principe mis en place par Joseph-Maurice Remouchamps. Des notes éclairent les matériaux au niveau étymologique, phonétique, lexicographique, encyclopédique, ethnographique. On fait référence à des dictionnaires ou au Französisches Etymologisches Wörterbuch (FEW).
Enfin, lorsque cela est jugé pertinent, une carte est jointe à la notice pour permettre une meilleure visualisation de la variation.

### Répartition des 298 points d’enquête de l’ALW
- Province du Hainaut
  - Pays picard :
    - Tournai : 17
    - Ath : 10
    - Mons : 12

  - limites wallon-picard :
    - Soignies : 9
    - Thuin : 11

  - Pays Wallon :
    - Charleroi : 10
- Province du Brabant wallon
  - Nivelles : 22, dont une (Saintes Ni 39) est en pays picard.
- Province de Namur.
  - Namur : 20.
  - Philippeville : 15.
  - Dinant : 25.
- Province de Liège.
  - Waremme : 10
  - Huy : 14
  - Liège : 21.
  - Verviers : 17.
  - Malmedy (Malmedy et Waimes) : 5.
- Province du Luxembourg.
  - Pays wallon
    - Marche-en-Famenne : 19.
    - Bastogne : 18.
    - Neufchâteau : 23; dont un (Bagimont), Ne 65, en pays champenois, et un autre (Corbion), Ne 69, à la limite wallon-champenois).

  - Pays gaumais
    - Virton : 15.
- France.
  - Département du Nord (pays picard) : 3.
  - Département des Ardennes (pays wallon) : 2.

Au total :
- 218 points pour le wallon (10 dans la province du Hainaut, 21 en Brabant wallon, 60 en province de Namur, 67 en province de Liège, 58 en province du Luxembourg, 2 en domaine wallon de France)
- 63 en pays picard, avec les limites (59 en province du Hainaut, 2 en Hainaut français et 1 en Brabant wallon).
- 15 points en pays gaumais.
- 2 points en pays champenois et limites.

## Rédacteurs
Depuis la fin des années 1920 jusqu'au début des années 2010, cinq générations de linguistes se sont succédé à l'élaboration des dix tomes parus.
La première est celle de Jean Haust, qui a rassemblé l'ensemble des matériaux nécessaires.
La deuxième est celle de ses disciples directs : Louis Remacle et Élisée Legros qui ont permis de clore les enquêtes et de mettre sur pied le projet éditorial.
La troisième génération est celle de Jean Lechanteur qui, en plus de prendre le relais de ses aînés en publiant deux tomes, parvient à réunir des fonds et des moyens humains autour du projet. Il mit également en place un Petit Atlas linguistique de la Wallonie (PALW) qui s'adresse à un public plus large en réunissant les conclusions des analyses pour des mots choisis parmi les plus représentatifs.
La quatrième génération est celle de Marie-Thérèse Counet, Martine Willems et Marie-Guy Boutier. Avec l'étoffement de l'équipe, c'est aussi la multiplication des volumes publiés : 5 atlas et 3 petits atlas en l'espace de 15 ans. Au départ de Jean Lechanteur, c'est Marie-Guy Boutier qui a repris la direction de l'Atlas.
Avec Esther Baiwir, c'est une cinquième génération de dialectologue qui voit le jour. Cette cinquième génération devra notamment ancrer une entreprise presque centenaire dans un monde interactif bien éloigné de la dialectologie wallonne.

## Transcription phonétique
Les systèmes de transcription phonétique utilisé dans l’Atlas est semblable à la transcription de Gilliéron utilisé dans l’Atlas linguistique de la France.
Consonnes :
- Occlusives : p, t, k ; b, d, g.
- Mi-occlusives : č, ǧ.
- Spirante : f, s, š (chuintante) ; v, z, ž (chuintante) ; h (aspirée et ach-Laut), hʳ (ach-Laut avec vibration uvulaire), ꭓ ou hy (ich-Laut).
- Liquide : l.
- Vibrante : r.
- Nasales : m, n, ñ (palatale), ŋ (vélaire).

Semi-consonnes :
- y, w, ẅ.

Voyelles :
- Palatales : a, á, ɛ, (è très ouvert), è, é, ė (entre é et ì), ì, i.
- Vélaires : à ou å (a vélaire, proche de ò), ò, ó, ꞷ (proche de ꭒ), ꭒ̀, ꭒ.
- Mixtes : œ̀ (ou e̊), œ́, ù, u.
- Nasales : ã, ã̀, ɛ̃, ẽ̀, ẽ, ẽ́, ĩ, õ, ṍ, ꞷ̃, ꭒ̃, œ̃, ũ, ...

La longueur de voyelle est indiquée différemment, les voyelles sont par défaut brèves et surmontées d’un macron ou suivies d’un deux-points lorsque longues, sauf pour les voyelles fermées é, ó, œ́ ou les voyelles nasales, considérées comme naturellement longues pouvant être longues ou demi-longue, mais lorsque nettement brèves celles-ci sont surmonter d’une brève pour les voyelles fermées ou suivies d’une astérisque pour les voyelles nasales. Les voyelles demi-longues peuvent être indiquées avec le caron ou le point médian. Par exemple : ā (ou a:) est long, ǎ (ou a·) est demi-long, a est bref, ḗ est long, é est long ou demi-long, ĕ́ est bref, ẽ est long ou demi-long, ẽ* est bref.
L’accent d’intensité est indiqué avec le point souscrit. Par exemple :sẹ̃drœ̀ « cendre ». Les signes en exposant modifient le signe précédant. Les signes en indices représentent des phonèmes faibles. Le point souscrit peut aussi être utilisé sous l’un des caractères de diphtongues ou triphtongues lorsque celles-ci n’est pas noté à l’aide de signe en indice. L’o en exposant indique une voyelle arrondie. Par exemple : ᵢe ou iₑ représentent une diptongue avec les signes en indice, ẹ̃õ ou ẽọ̃ représentent une diphtongue avec un point souscrit, oⁿ représente une voyelle demi-nasale avec un signe en exposant, éᵒ représente une voyelle entre é et œ́. Les sons intermédiaires peuvent aussi être représentés à l’aide de deux signes séparés par une barre oblique, par exemple ẽ/œ̃ ou t/d. Le signe minute indique la palatalisation de la consonne qui le précède, par exemple tʹ ou dʹ.  

## Distinctions
Même s'il est encore loin d'être achevé, l'Atlas est considéré par beaucoup comme une référence incontournable tant dans le domaine de la dialectologie que dans le domaine de la géographie linguistique. Les linguistes apprécient entre autres la volonté d'expliquer les phénomènes en plus de les décrire et de les illustrer.
Plusieurs tomes ont été récompensés : prix Albert-Dauzat de la Société de linguistique romane, prix Albert Doppagne de la Fondation Charles Plisnier, prix Élisée Legros, prix de philologie de la Fédération Wallonie-Bruxelles, prix Joseph Houziaux de l'Académie royale des sciences, des lettres et des beaux-arts de Belgique.

#### Volumes publiés
- Atlas linguistique de la Wallonie [en ligne]. Disponible sur : http://alw.philo.ulg.ac.be/
- Atlas linguistique de la Wallonie. Tome 1 – Introduction générale. Aspects phonétiques et évolutions sonores du latin au wallon, 100 cartes et notices, par Louis Remacle, Liège, 1953; 304 p.  (ISBN 2-87019-004-2).
- Atlas linguistique de la Wallonie. Tome 2 – Aspects morphologiques, 122 cartes et notices, par Louis Remacle, Liège, 1969; 354 p.
- Atlas linguistique de la Wallonie. Tome 3 – Les phénomènes atmosphériques et les divisions du temps, 208 notices et 70 cartes, par Élisée Legros, Liège, 1955; 384 p.  (ISBN 2-87019-006-9).
- Atlas linguistique de la Wallonie. Tome 4 – La maison et le ménage (1re partie), 190 notices et 82 cartes, par Jean Lechanteur, Liège, 1976; 388 p.  (ISBN 2-87019-007-7).
- Atlas linguistique de la Wallonie. Tome 5 – La maison et le ménage (2e partie), 180 notices et 64 cartes, par Jean Lechanteur, Liège, 1991; 371 p.  (ISBN 2-87019-008-5).
- Atlas linguistique de la Wallonie. Tome 6 – La terre, les plantes et les animaux (1re partie), 187 notices et 92 cartes, par Marie-Guy Boutier, Marie-Thérèse Counet et Jean Lechanteur, Liège, 2006; 555 p.  (ISBN 2-87019-003-4).
- Atlas linguistique de la Wallonie. Tome 8 – La terre, les plantes et les animaux (3e partie), 194 notices et 100 cartes, par Marie-Guy Boutier, Liège, 1994; 445 p.  (ISBN 2-87019-001-8).
- Atlas linguistique de la Wallonie. Tome 9 – La ferme, la culture et l’élevage (1re partie), 164 notices et 51 cartes, par †Élisée Legros, édité et achevé par Marie-Thérèse Counet, Liège, 1987; 406 p.  (ISBN 2-87019-009-3).
- Atlas linguistique de la Wallonie. Tome 15 – Le corps humain et les maladies (2e partie), 165 notices, 65 cartes, par Marie-Guy Boutier, Liège, 1997; 401 p.  (ISBN 2-87019-002-6).
- Atlas linguistique de la Wallonie. Tome 17 – Famille, vie et relations sociales, 160 notices, 66 cartes, par Esther Baiwir, Liège, 2011; 421 p.  (ISBN 978-2-87544-003-7).
- Petit atlas linguistique de la Wallonie. Fascicule 1, 20 cartes et commentaires, par Jean Lechanteur, Marie-Guy Boutier et Marie-Thérèse Counet, Liège, 1990.
- Petit atlas linguistique de la Wallonie. Fascicule 2, 20 cartes et commentaires, par Jean Lechanteur, Marie-Guy Boutier, Marie-Thérèse Counet et Martine Willems, Liège, 1992.
- Petit atlas linguistique de la Wallonie. Fascicule 3, 20 cartes et commentaires, par Jean Lechanteur, Marie-Guy Boutier, Marie-Thérèse Counet et Martine Willems, Liège, 1995.

#### Autres ouvrages et articles
- Esther Baiwir, « Les dialectes évoluent-ils ? Un demi-siècle après l’ALW », Dialectes de Wallonie, nos 31-32-33,‎ 2006, p. 9-24 (hdl 2268/135414 ).
- Esther Baiwir, « L’Atlas linguistique de la Wallonie à mi-parcours. État des lieux et perspectives », Bulletin de la Commission Royale de Toponymie et de Dialectologie, vol. 84,‎ 2012, p. 43-66 (DOI 10.21825/hctd.88724 , hdl 2268/153784 )
- Willy Bal, La géographie linguistique et l’Atlas linguistique de la Wallonie, Bruxelles, Académie royale de langue et de littérature françaises de Belgique, 1999 (lire en ligne ).
- Marie-Guy Boutier, « Du Dictionnaire général de la langue wallonne à l’Atlas linguistique de la Wallonie », Actes du Colloque à la mémoire de Jean Haust, Liège, Dialectes de Wallonie, nos 23-24,‎ 1995-1996, p. 241-268 (hdl 2268/63173 , lire en ligne ).
- Marie-Guy Boutier, « Cinq générations au service de la langue wallonne », Culture, le magazine culturel de l’Université de Liège, Liège, Université de Liège,‎ 2014 (lire en ligne).
- Marie-Thérèse Counet, « Mots et choses de Wallonie. Aspect du lexique dialectal de nos régions », Catalogue d’exposition, SLLW/BDW, Liège,‎ 1990.
- André Goosse, « L’Atlas linguistique de la Wallonie », Revue belge de Philologie et d’Histoire, nos 35/1,‎ 1957, p. 176-195 (DOI 10.3406/rbph.1957.2029 , lire en ligne ).
- Jean Haust, « Enquête sur les patois de la Belgique romane », Bulletin de la Commission (Royale) de Toponymie et de Dialectologie, no 2,‎ 1928, p. 265-307 (DOI 10.21825/hctd.87675 ), no 4, 1930, p. 285-288 (rapport, doi:10.21825/hctd.87710) et no 8, 1934, p. 299-337 (doi:10.21825/hctd.87772).
- Jean Lechanteur, « L’Atlas linguistique de la Wallonie: réalisations et projets », Bollettino dell’ Atlante linguistico italiano, 3e série, nos 8-10,‎ 1984-1986, p. 86-93.
- Élisée Legros, « Avant l’ALW 3. Réflexions du rédacteur », Dialectes Belgo-romans, no 11,‎ 1954, p. 54-87.
- Élisée Legros, « L’Atlas linguistique de la Belgique romane », Vox Romanica, no 9,‎ 1946-1947, p. 382-383 (lire en ligne ).
- Élisée Legros, « Pour l'Atlas linguistique de la Belgique romane », Handelingen van de Koninklijke Commissie voor Toponymie en Dialectologie = Bulletin de la Commission Royale de Toponymie et Dialectologie, vol. 22, no 1,‎ 1948, p. 473–476 (DOI 10.21825/hctd.88029 ).
- Louis Remacle, « L’Atlas linguistique de la Wallonie », dans Rita Lejeune et Jacques Stiennon, La Wallonie, le Pays et les Hommes, vol. Lettres – arts – culture, 3 : de 1918 à nos jours, La Renaissance du livre, 1979, p. 185-190.